# Aitana (cantora)
Aitana Ocaña Morales (Barcelona, 27 de junho de 1999) é uma cantora espanhola. Ela obteve reconhecimento nacional pela primeira vez em 2017, ficando em segundo lugar na nona temporada do talent show espanhol Operación Triunfo, atrás de Amaia Romero. Enquanto competia no Operación Triunfo, Aitana lançou o single "Lo malo" com a concorrente Ana Guerra. A música se tornou um sucesso número um na Espanha e foi certificada como 5x platina, além de ser usada em demonstrações do Dia Internacional da Mulher na Espanha.
Após a competição, Aitana assinou com a Universal Music Espanha e lançou seu primeiro single solo "Teléfono", que se tornou seu segundo single número um. Seu videoclipe se tornou o videoclipe do Vevo mais assistido em 24 de todos os tempos na Espanha. Seu entented play de estreia, Tráiler, foi lançada em novembro de 2018, tornando-se seu primeiro álbum número um e o segundo álbum mais transmitido em 24 horas de todos os tempos na Espanha. O segundo single do extented play, "Vas a quedarte", se tornou seu terceiro sucesso número um e a música mais transmitida em suas primeiras 24 horas em Spotify espanhol, superando o recorde anterior que também era mantido por seu lançamento anterior "Teléfono". Seu primeiro álbum de estúdio, Spoiler (2019), foi lançado em junho de 2019 e se tornou seu segundo álbum número um. Em dezembro de 2019, ela lançou o primeiro single, intiulado "+", de seu segundo álbum de estúdio. Atingiu o número 2 e passou 9 semanas no top 10 das paradas oficiais espanholas.

## Início de vida
Filha de Cosme Ocaña e Belén Morales, Aitana Ocaña Morales nasceu em Barcelona, Espanha, em 27 de junho de 1999. Ela cresceu no município de Sant Climent de Llobregat. Em 2014, Aitana começou a compartilhar versões cover de canções populares no YouTube. Nesse ano, ela lançou suas primeiras canções originais.
Em 2017, ela concluiu o ensino médio e foi admitida a estudar design em uma universidade no ano seguinte. Após fazer a seletividade, ela visitou a Cidade Universitária de Madrid, onde estavam sendo realizadas as audições para o Operación Triunfo. Após as audições, ela foi escolhida para a nona temporada do concurso.

## Carreira

### 2017–2018:Operación Triunfoe primeiros lançamentos

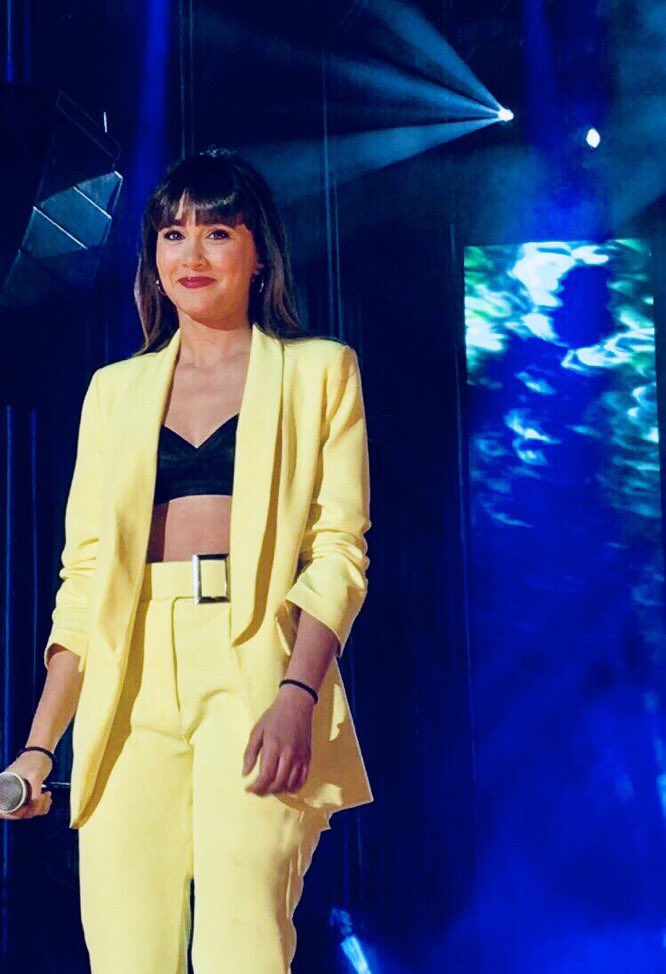
Aitana se apresentando em 2018 na cidade de Málaga.

Em outubro de 2017, Aitana participou do talent show espanhol Operación Triunfo. Depois de mais de três meses, terminou com ela como vice-campeã do programa. Durante sua participação no concurso, ela concorreu para representar a Espanha no Festival Eurovisão da Canção com duas canções: "Arde", que interpretou solo, e "Lo malo", composta por Brisa Fenoy e interpretada em dueto com Ana Guerra. A primeira canção terminou em segundo lugar e a segunda terminou em terceiro na seleção. Apesar de "Lo malo" não ter sido selecionada pelo público para representar o país, tornou-se um sucesso instantâneo na Espanha, dominando as paradas por cinco semanas não consecutivas e sendo certificada como 5x platina. Um remix da canção com Greeicy e Tini foi lançado em agosto de 2018. A canção foi apresentada no Premios Lo Nuestro de 2019 em Miami.
Aitana embarcou em um turnê com seus companheiros do Operación Triunfo de março a dezembro de 2018. A turnê consistiu em 23 shows e foi assistido por quase 300 mil pessoas. Em julho, a cantora lançou seu primeiro single solo, "Teléfono", que recebeu críticas mistas. A canção tornou-se sua primeira canção solo número um na Espanha. Ela ficou no topo das paradas por seis semanas consecutivas e foi certificada como 4x platina. Seu vídeo musical tornou-se o vídeo mais assistido em suas primeiras 24 horas no canal Vevo do YouTube na Espanha. "Teléfono" foi incluída em seu extented play de estreia, Tráiler, que ela lançou em 30 de novembro de 2018. O EP apresenta seis músicas originais, das quais uma é uma colaboração com a cantora venezuelano-americana Lele Pons. Uma semana depois, "Vas a Quedarte" foi lançado como segundo single do EP. Escrito ao lado da banda colombiana Morat, tornou-se seu terceiro sucesso número um na Espanha e foi indicado na categoria "Canção do Ano" no LOS40 Music Awards de 2019. Ela também lançou um livro ilustrado que ela nomeou como La Tinta de Mis Ojos, tornou-se embaixadora da Stradivarius, participou de uma campanha de Natal da Coca-Cola, fez uma participação em Skam España e apresentou Bad Bunny ao lado de Pons no 19º Prêmio Anual do Grammy Latino.

### 2019:Spoiler
Aitana começou a provocar seu primeiro álbum de estúdio em março de 2019, que pretendia ser um novo EP que seria o segundo de uma trilogia. Nesse mesmo mês, a cantora anunciou que iniciaria uma íntima turnê promocional no mês seguinte produzida pela Los40. Na primeira parada da turnê, em Barcelona, a cantora revelou que havia mudado um pouco de ideia. Agora, ela não estava agendada para lançar outro EP de 6 faixas, mas um álbum completo. Ela anunciou o nome do álbum, Spoiler, e indicou a data de lançamento do álbum; ela disse que seria lançado no início do verão. Em abril de 2019, ela colaborou com Morat em "Presiento". Em maio de 2019, ela colaborou com o ex-membro da One Direction Zayn na versão renovada de "A Whole New World" para o live-action de Aladdin. Em 17 de maio de 2019, ela lançou "Nada Sale Mal", o primeiro single de seu próximo álbum de estreia. Alcançou o número 4 nas paradas espanholas e recebeu o certificado de ouro. O álbum foi lançado digitalmente e fisicamente em 7 de junho de 2019. Ele estreou no topo das paradas, foi certificado como ouro em sua primeira semana e obteve uma indicação ao Grammy Latino de 2020 em "Melhor Álbum Pop Vocal Contemporâneo". No mesmo mês, "Me Quedo", sua colaboração com Lola Índigo, foi lançada como segundo single do álbum. Graças a este trabalho, Aitana foi indicada em "Melhor Novo Artista" no 20º Prêmio Anual do Grammy Latino, onde interpretou "Mi Persona Favorita" ao lado de Greeicy, Nella e Alejandro Sanz.
A cantora embarcou em sua primeira turnê solo, a Play Tour, em apoio ao álbum, em 22 de junho de 2019. Com ela, Aitana teve a oportunidade de se apresentar em grandes arenas como o Palacio Vistalegre, o Auditorio Rocío Jurado e o Palau Sant Jordi, sendo o último deles a maior arena coberta do país. Foi confirmado que a turnê continuará ao longo de 2020 na Espanha e na América Latina. Assim, em fevereiro de 2020, ela anunciou a "+ Play Tour", sua extensão.
Logo após o lançamento de Spoiler, Aitana anunciou que o álbum seria reelançado. No início de dezembro, a cantora anunciou o "Spoiler": Re-Play". Lançado em 20 de dezembro de 2019, a reedição inclui as faixas do álbum, cinco versões acústicas de suas próprias canções e um documentário que apresenta imagens de seus shows em Madrid, Barcelona e Granada. Não foi lançado em plataformas digitais, mas apenas em lojas físicas. Aitana terminou 2019 sendo a terceira artista feminina mais transmitida no Spotify da Espanha, sendo superada apenas por Rosalía e pela cantora colombiana Karol G.

### 2020-presente:11 Razones
Em 18 de dezembro de 2019, Aitana lançou o primeiro single de seu próximo segundo álbum de estúdio. Ela antecipou, durante o outono, que o álbum contaria com uma artista internacionalmente conhecida. Assim, no dia mencionado, ela lançou "+" com a dupla colombiana Cali Y el Dandee. A música estreou em 21º na parada da PROMUSICAE com apenas dois dias de lançamento, tornando-a a única canção na história da música espanhola a alcançar esta posição com este prazo de 2 dias, mais tarde atingindo o pico no número 2 e passando 9 semanas no top 10. Em 28 de dezembro de 2019, foi anunciado que Aitana teria uma participação na terceira temporada da série original espanhola Netflix, Élite, algo que não veio a se concretizar.
Em 20 de janeiro de 2020, ela ganhou o prêmio Odeón de "Melhor Novo Artista" e em março um Premio Dial de "Melhor Artista Feminina". Em abril de 2020, ela colaborou com o cantor e amigo espanhol David Bisbal na versão remixada de sua canção "Si Tú la Quieres", que ingressou no top 20 da Espanha e é certificada como ouro. Em maio, Aitana colaborou com a banda mexicana Reik em "Enemigos". Devido à pandemia da COVID-19, muitos shows da "+ Play Tour" foram cancelados ou remarcados para cumprir as medidas de restrições impostas pela OMS. A turnê estava programada para começar em Valência no dia 23 de maio. Em julho, o álbum ao vivo de sua turnê de estréia, "Play Tour": En Directo", foi lançado nas lojas físicas espanholas. Em 30 de julho, uma segunda colaboração com Morat, "Más De Lo Que Aposté", foi lançado em plataformas digitais e tornou-se um dos 20 maiores sucessos na Espanha. Em 11 de setembro, a cantora lançou uma colaboração otimisya de rock de garagem com o seu amigo de escola primária Adrián Marmol (artisticamente conhecido como Marmi) intitulada "Tu Foto del DNI", que foi aclamada pelo público em geral por ser "uma agradável mudança no som da cantora, bem como uma das melhores colaborações vocais lançadas por alguém conhecido do Operación Triunfo". O segundo single de seu próximo álbum, "Corazón Sin Vida", foi lançado em 2 de outubro. Ele apresenta vocais do cantor pop colombiano Sebastián Yatra e um sample de "Corazón Partío", canção de Alejandro Sanz. Estreou em 4º lugar nas paradas espanholas. Em 30 de outubro, lançou "Friend de Semana" ao lado das cantoras mexicanas e brasileiras Danna Paola e Luísa Sonza.
Em novembro, Aitana anunciou que seu segundo álbum de estúdio se chamaria 11 Razones. Foi lançado em 11 de dezembro e contém onze faixas, incluindo colaborações com Beret, Natalia Lacunza, entre outros. Em 13 de novembro, participou do remix do DJ holandês Tiësto de "Resiliente", da cantora e compositora estadunidense Katy Perry. Ela descreveu este momento como "um sonho tornado realidade". Em 4 de dezembro, convidada por David Bisbal, Aitana participou da segunda edição do 'La Voz Kids', da Antena 3, como tutora.

## Vida pessoal
Após seu contrato com a Universal Music, em outubro de 2018, Aitana deixou Sant Climent de Llobregat e mudou-se sozinha para um apartamento no bairro Fuente del Berro, em Madrid, de propriedade da atriz espanhola Blanca Suárez. Em 2018, ela terminou seu relacionamento com o ex-namorado Vicente Rodríguez e iniciou uma relação romântica com o seu companheiro do Operación Triunfo Luis Cepeda, que ela beijou diante de um público de 60 mil pessoas em um concerto no Estádio Santiago Bernabéu no mês de junho. Naquela época, Cepeda tinha 28 anos e Aitana 18, o que causou grande controvérsia devido à diferença de idade. Eles se separaram em setembro de 2018. Dois meses depois, ela começou a namorar a estrela de Élite Miguel Bernardeau, tendo terminado a sua relação quatro anos depois no final de 2022.
Em 3 de dezembro de 2020, durante a pandemia da COVID-19 na Espanha, Aitana testou positivo ao COVID-19.

## Filmografia

### Televisão
| Ano  | Titulo               | Papel     | Notas   |
| ---- | -------------------- | --------- | ------- |
| 2022 | A Útima Chance       | Candela   | Disney  |
| 2024 | Uma Parece Entre Nós | Valentina | Netflix |

## Discografia
- Spoiler (2019)
- 11 Razones (2020)
- alpha (2023)

## Turnês
Como artista principal
- Play Tour (2019-2020)
- 11 Razones Tour (2021-)

Como artista convidada
- OT 2017 en concierto (2018) (com Operación Triunfo 2017)

## Prêmios e indicações
| Year | Ceremony                   | Category                        | Work                                  | Result           | Ref.   |          |
| ---- | -------------------------- | ------------------------------- | ------------------------------------- | ---------------- | ------ | -------- |
| 2018 | Radio Disney Music Awards  | Estrella Española Más Brillante | Aitana y Ana Guerra                   | Venceu           | [ 59 ] |          |
| 2018 | Cosmo Awards               | Premio Girl Gang                | Ela mesma                             | Venceu           | [ 60 ] |          |
| 2018 | LOS40 Music Awards         | Revelación Nacional del Año     | Aitana y Ana Guerra                   | Venceu           | [ 61 ] |          |
| 2018 | LOS40 Music Awards         | Canción Nacional del Año        | "Lo Malo"                             | Indicada         | [ 61 ] |          |
| 2019 | Kids' Choice Awards        | Favorite Spanish Artist         | Ela mesma                             | Venceu           | [ 62 ] |          |
| 2019 | LOS40 Music Awards         | Artista Nacional del Año        | Ela mesma                             | Indicada         | [ 63 ] |          |
| 2019 | LOS40 Music Awards         | Canción Nacional del Año        | Ela mesma                             | "Vas a Quedarte" | [ 63 ] | Indicada |
| 2019 | LOS40 Music Awards         | Videoclip Nacional del Año      | "Me Quedo"                            | Indicada         | [ 63 ] |          |
| 2019 | LOS40 Music Awards         | Artista Del 40 Al 1             | Ela mesma                             | Venceu           | [ 63 ] |          |
| 2020 | Premios Odeón              | Artista Odeón Femenino          | Ela mesma                             | Indicada         | [ 64 ] |          |
| 2020 | Premios Odeón              | Artista Revelación              | Ela mesma                             | Venceu           | [ 64 ] |          |
| 2020 | Premios Odeón              | Mejor Álbum                     | Spoiler                               | Indicada         | [ 64 ] |          |
| 2020 | Premios Odeón              | Mejor Canción                   | "Presiento"                           | Indicada         | [ 64 ] |          |
| 2020 | Premios Odeón              | Mejor Vídeo                     | "Teléfono"                            | Indicada         | [ 64 ] |          |
| 2020 | Premios Dial               | Mejor Artista                   | Ela mesma                             | Venceu           | [ 65 ] |          |
| 2020 | MTV Europe Music Awards    | Best Spanish Act                | Ela mesma                             | Indicada         | [ 66 ] |          |
| 2020 | LOS40 Music Awards         | Mejor Artista Nacional          | Ela mesma                             | Venceu           | [ 67 ] |          |
| 2020 | LOS40 Music Awards         | Mejor Canción Nacional          | "+" (com Cali y El Dandee)            | Indicada         | [ 67 ] |          |
| 2020 | LOS40 Music Awards         | Mejor Canción Nacional          | "Si Tú La Quieres" (com David Bisbal) | Venceu           | [ 67 ] |          |
| 2020 | LOS40 Music Awards         | Mejor Videoclip Nacional        | "Enemigos" (com Reik)                 | Indicada         | [ 67 ] |          |
| 2021 | Latin Music Italian Awards | Best Eurolatino Female Artist   | Ela mesma                             | Venceu           | [ 68 ] |          |

### Grammy Latino
| Year | Category             | Work      | Result   |
| ---- | -------------------- | --------- | -------- |
| 2019 | Best New Artist      | Ela mesma | Indicada |
| 2020 | Best Pop Vocal Album | Spoiler   | Indicada |